# Dorika
Dorika is een geslacht van vlinders van de familie Uilen (Noctuidae), uit de onderfamilie Heliothinae.

## Soorten
- D. adamsoni Pinhey, 1955
- D. aureola Walker, 1856
- D. bivittata Walker, 1856
- D. crofti pinh, 1956
- D. daphoena Hampson, 1910
- D. irrorata Moore, 1881
- D. julia Grote, 1883
- D. margarita Le Cerf, 1911
- D. pauliani Viette, 1961
- D. perrosea Joannis, 1910
- D. sanguinolenta Moore, 1881
- D. senegalensis Guenée, 1852
- D. showaki Pinhey, 1956
- D. sinuata Moore, 1881
- D. tessipta Dyar, 1914
- D. toralis Grote, 1881
- D. turtur Berio, 1939
- D. umbrifascia Hampson, 1913
- D. unifascia Bethune-Baker, 1911
- D. uniformis Warren, 1926
- D. zavattarii Berio, 1944